# Rheintal (district)
De kieskring Rheintal is een bestuurlijke onderverdeling van het Zwitserse kanton Sankt Gallen, die ontstond na de kantonherindeling van 10 juni 2001.
Het gebied bestaat uit de voormalige districten Oberrheintal en Unterrheintal (zonder Thal).
| Wapen      | Gemeentenaam     | Inwoners (31/12/2005) | Oppervlakte (km²) |
| ---------- | ---------------- | --------------------- | ----------------- |
|            | Altstätten       | 10.547                | 39,11             |
|            | Au               | 6660                  | 4,69              |
|            | Balgach          | 4057                  | 6,52              |
|            | Berneck          | 3395                  | 5,63              |
| Diepoldsau | Diepoldsau       | 5465                  | 11,23             |
|            | Eichberg         | 1314                  | 5,43              |
|            | Marbach          | 1882                  | 4,42              |
|            | Oberriet         | 7779                  | 34,51             |
|            | Rebstein         | 4151                  | 4,26              |
| Rheineck   | Rheineck         | 3225                  | 2,18              |
|            | Rüthi            | 1936                  | 9,34              |
|            | Sankt Margrethen | 5314                  | 6,85              |
|            | Widnau           | 7959                  | 4,20              |
|            | Totaal (13)      | 63.684                | 138,37            |

Rheintal · Rorschach · Sankt Gallen · Sarganserland · See-Gaster · Toggenburg · Werdenberg · Wil